# اینترلوکین ۱۰

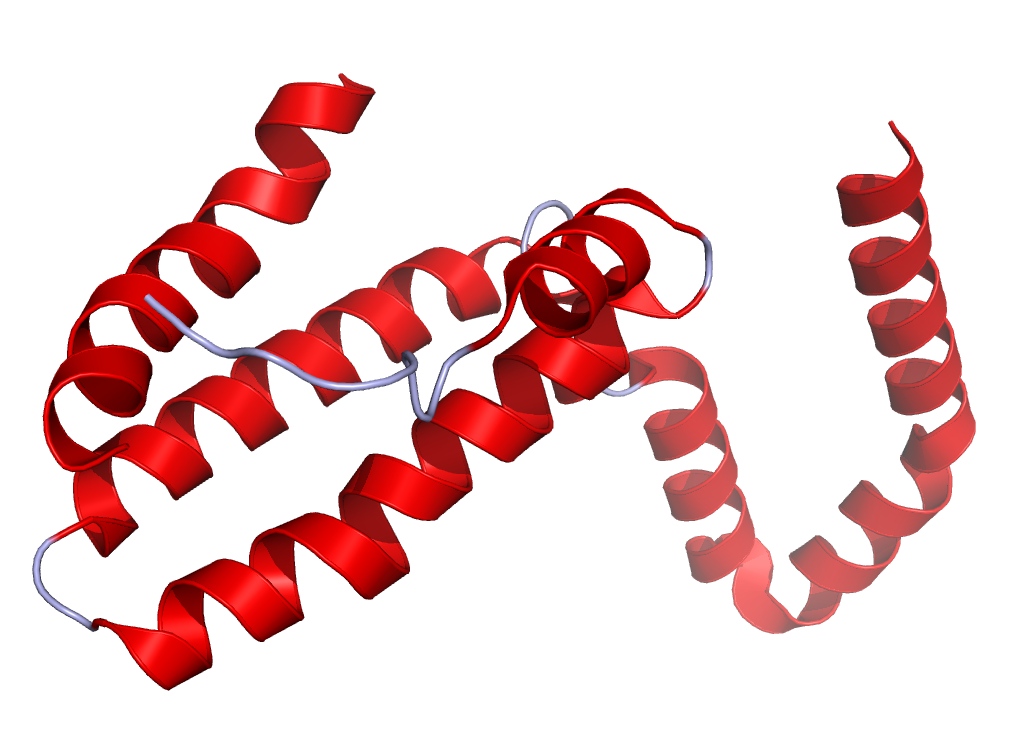
اینترلوکین ۱۰

اینترلوکین ۱۰ (انگلیسی: Interleukin 10) یا عامل مهار تولید سیتوکین انسانی (CSIF) یکی از اینترلوکینهای مهم بدن است که از گلبول‌های سفید ترشح می‌شود و در مهار پاسخ‌های التهابی و ایمنی نقش دارد. اینترلوکین ده از سلول‌های منوسیت و نیز از لنفوسیت تی کمک‌کننده، ماکروفاژ و لنفوسیت تی تنظیم‌کننده و ماست‌سل ترشح می‌شود و بر سلول‌های لنفوسیت تی کمک‌کننده، لنفوسیت‌های بی، ماست سل و درشت‌خوار مؤثر است. IL-10 سایتوکاینی با چند عملکرد در تنظیم ایمنی و التهاب است. این اینترلوکین موجب کاهش بیان سیتوکین‌های لنفوسیت تی کمک‌کننده (Th1) و پادگن‌های مجموعه سازگاری بافتی اصلی کلاس دو می شود. اینترلوکین ده همچنین موجب افزایش تکثیر و بقای لنفوسیتهای بی و تولید آنتی بادی شود. IL-10 می‌تواند فعالیت NF-kB را مسدود کند.
اینتر لوکین ده روی کروموزوم 1q31.2     واقع شده است
دارای سه پلی مورفیسم 819c/t, 1082G/A, 592C/A.   می باشد